# Operation Babylift
Die Operation Babylift bezeichnet Transporte der US-Streitkräfte im Vietnamkrieg von – je nach Quelle – mehr als 2000 oder 3000 Kindern aus dem Südvietnam. Die Operation wurde in der letzten Phase des Krieges im April des Jahres 1975 durchgeführt.
Die Kinder wurden zum überwiegenden Teil (etwa 2000) in die USA, aber auch andere Länder gebracht, unter anderem nach Australien, Frankreich, Kanada (insgesamt etwa 1300 in Länder außerhalb der USA) und einige auch nach Deutschland.
Die Flüge wurden auf Weisung des US-Präsidenten Gerald Ford am 3. April 1975 aufgenommen. Zu diesem Zeitpunkt war Đà Nẵng bereits in nordvietnamesischer Hand und Saigon lag unter Artilleriebeschuss. Die Flüge wurden so lange durchgeführt, bis der Artilleriebeschuss des Flughafens Tan Son Nhut den Flugverkehr unmöglich machte.
Zusammen mit der Operation New Life wurden zum Ende des Krieges etwa 110.000 Menschen aus dem Vietnam gebracht.

## Unfall
Der erste Flug am 4. April 1975 mit einer Lockheed C-5A Galaxy (Luftfahrzeugkennzeichen 68-0218) endete mit einem folgenschweren Unfall. Etwa 64 Kilometer von Saigon entfernt versagten in 7000 m Höhe die Verschlüsse der hinteren Ladeluke, da auf einer Seite drei der sieben Schließbolzen nicht verriegelt waren und die verbliebenen vier der Differenz zwischen Innen- und Außendruck nicht mehr standhielten. Untersuchungen ergaben als Ursache, dass vor dem Abflug nach Saigon am Luftwaffenstützpunkt in Kalifornien Spannstäbe der Ladeluke fehlerhaft eingebaut wurden. Auf das Abreißen der Ladeluke folgte eine explosive Dekompression des Flugzeugs. Danach war das Flugzeug kaum noch steuerbar, da Hydraulikleitungen für Höhen- und Seitenruder durchtrennt waren. Es musste nach Tan Son Nhut zurückkehren. Bei der Bruchlandung in einem Reisfeld in 3 Kilometer Entfernung vom Flughafen starben 155 Menschen. Überwiegend waren dies Kinder, außerdem 5 der 17 Besatzungsmitglieder. Die Überlebenden saßen vor allem im oberen Deck der Galaxy, während die Passagiere im unteren Deck nahezu alle umkamen. Der Unfall wurde in der internationalen Presse thematisiert.

### Verfilmung
Der Unfall des ersten Fluges mit der C5-Galaxy wurde in einer Reportage der Katastrophenserie Mayday – Alarm im Cockpit festgehalten. Diese wurde Anfang November 2009 auf dem Fernsehsender N24 erstmals ausgestrahlt.
Ebenso erhielt ein Dokumentationsfilm über den Unfall 2009 in Cannes etliche Auszeichnungen. Der Film heißt Operation Babylift, the lost children of Vietnam.

## Die Ausgeflogenen heute
Viele der damals ausgeflogenen Kinder wissen heute nicht, wer ihre leiblichen Eltern sind. Die Operation erfolgte unter Feindbeschuss und verlief chaotisch. Dies ist für viele der damaligen Kinder bis heute belastend. Viele haben sich in Selbsthilfegruppen organisiert.